# Рубцовка (Кемеровская область)
Рубцовка — упразднённая деревня в Прокопьевском районе Кемеровской области России. На момент упразднения входила в состав Каменно-Ключевского сельсовета. Исключена из учётных данных в 1985 году.

## География
Располагалась на западе региона, в пределах Кузнецкой котловины, примерно в 1,5 км северо-западнее посёлка Каменный Ключ, на реке Белая, притоке Большого Бачата.

## История
Топоним происходит по фамилии одного из первопоселенцев Рубцова.
Основана в конце 1930-х годов. До 1966 года в составе Михайловского сельсовета. Решением ОИК № 161 от 15 апреля 1985 года деревня исключена из учетных данных.

## Население
| 1970 | 1979 |
| ---- | ---- |
| 197  | ↘64  |

В 1968 году в Рубцовке имелось 54 хозяйства, в них проживало 222 человека.
После упразднения деревни жители убыли в основном в соседний Каменный Ключ, где поселились на улице Линейная.

## Инфраструктура
В деревне была кузница, конный двор, хомутная, столярный цех, коровник. Леспромхоз существовал с 1942 года. На нём ещё делали пихтовое масло. Пихтоварка была в деревне Катино. В 1940-е годы работала промышленная артель «Деревообделочник». Артель производила примитивную мебель, телеги, сани, колеса и другое. В 1968 году работала начальная школа и магазин.

## Транспорт
Просёлочная дорога до Каменного Ключа.